# 9528 Küppers
(9528) Kuppers, denumire internațională (9528) Küppers, este un asteroid din centura principală de asteroizi.

## Descriere
9528 Küppers este un asteroid din centura principală de asteroizi. A fost descoperit pe 7 martie 1981 la Siding Spring de Schelte J. Bus. Asteroidul prezintă o orbită caracterizată de o semiaxă mare de 2,88 ua, o excentricitate de 0,07 și o înclinație de 2,2° în raport cu ecliptica.